# Hugo Martiny
Hugo Martiny von Malastów (13. února 1860 Kranj – 30. listopadu 1940 Štýrský Hradec) byl rakousko-uherský generál. V c. k. armádě sloužil od roku 1879 a vystřídal řadu posádek v celé monarchii. Za první světové války velel několika armádním sborům na východní frontě, po počátečních úspěších byl v roce 1916 zbaven velení a zastával podružné funkce ve vojenské administraci. V roce 1917 byl znovu povolán do války, byl povýšen do druhé nejvyšší hodnosti generálplukovníka a získal také šlechtický titul. Velel na italské frontě, na konci války padl s celým armádním sborem do italského zajetí (listopad 1918). Po odchodu do penze žil v soukromí ve Štýrském Hradci.

## Životopis

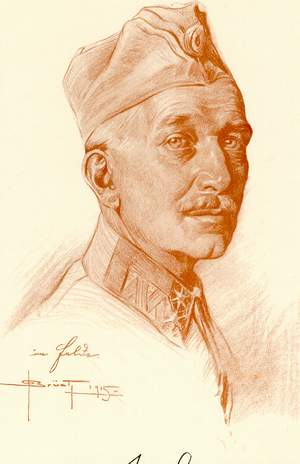
Generálplukovník Hugo Martiny

Pocházel z rodiny státního úředníka, vojenskou průpravu získal nejprve na kadetních školách v Sankt Pölten a v Hranicích, následně v letech 1876–1879 studoval na Tereziánské vojenské akademii ve Vídeňském Novém Městě. Do armády vstoupil v roce 1879 jako poručík k pěchotnímu pluku č. 53 v Banja Luce. V letech 1884–1886 si doplnil vzdělání na Válečné škole (K.u.k. Kriegschule) ve Vídni, kterou absolvoval jako nadporučík. Poté sloužil v Záhřebu a Košicích, souběžně byl zařazen do důstojnického sboru u generálního štábu. V roce 1890 byl povýšen na kapitána a sloužil v Sibiu, v hodnosti majora (1896) byl šéfem štábu pěší divize ve Lvově. V roce 1902 získal hodnost plukovníka a od roku 1903 byl velitelem 48. pěšího pluku v Šoproni. 

### První světová válka
V roce 1909 byl povýšen do hodnosti generálmajora a stal se velitelem 62. pěší brigády v Budapešti. V roce 1912 dosáhl hodnosti polního podmaršála a převzal velení 14. pěší divize v Prešpurku. S touto divizí byl na začátku první světové války převelen na východní frontu, kde byl zařazen do 1. armády Viktora Dankla. Bojoval v bitvě u Krašniku (1914), poté se zúčastnil dalších bojů na východní frontě. V prosinci 1914 zažádal o zdravotní dovolenou, do aktivní služby se vrátil v únoru 1915. V dubnu 1915 převzal velení 10. armádního sboru, s nímž se zúčastnil bitvy u Gorlice a dobytí pevnosti Přemyšl. Vyznamenal se v bojích u Malastówa, kde se mu podařilo prolomit ruské pozice. K datu 1. listopadu 1915 byl povýšen do hodnosti generála pěchoty. Během Brusilovovy ofenzívy musel ustupovat a po ztrátě Lucku byl zbaven velení. Po odvolání z fronty se stal se velitelem ve Štýrském Hradci a poté byl jmenován generálním inspektorem vojenských škol (červen až srpen 1917).. V srpnu 1917 byl znovu povolán do aktivních bojů a převzal velení 14. armádního sboru v Tyrolsku. V lednu 1918 se stal velitelem 3. armádního sboru a k datu 10. května 1918 byl povýšen do hodnosti generálplukovníka. Začátkem listopadu 1918 padl s celým sborem do italského zajetí a po skončení války byl k datu 1. prosince 1918 penzionován.

## Tituly a ocenění
Během své vojenské kariéry obdržel řadu vyznamenání, většina z nich se váže k období první světové války. Jako velitel armádního sboru získal titul c. k. tajného rady s nárokem na oslovení Excelence (1916). V roce 1917 byl povýšen do šlechtického stavu s predikátem von Malastów odvozeným od jeho úspěchů na východní frontě.

### Řády a vyznamenání
- Řád železné koruny III. třídy (1908)
- Vojenský jubilejní kříž (1908)
- komandér Leopoldova řádu (1914)
- Vojenský záslužný kříž s válečnou dekorací (1915)
- Řád železné koruny I. třídy s válečnou dekorací (1915)
- Vyznamenání za zásluhy o Červený kříž s válečnou dekorací (1915)
- velkokříž Leopoldova řádu s válečnou dekorací (1918)

- Řád sv. Stanislava II. třídy (1904, Rusko)
- Železný kříž I. a II. stupně (1915, Německo)

Jeho syn Nikolaus Martiny (1896–1991) sloužil v mládí v c. k. armádě, po první světové válce se usadil ve Švýcarsku, kde se prosadil jako podnikatel a výtvarník v oboru umělecké keramiky.